# إميلدا ستونتون
إميلدا ستونتون (بالإنجليزية: Imelda Staunton)‏ هي ممثلة بريطانية، ولدت في 9 يناير 1956 بلندن في المملكة المتحدة. من الجوائز التي نالتها جائزة البافتا لأفضل ممثلة في دور رئيسي سنة 2005 وجائزة الفيلم الأوروبي لأفضل ممثلة سنة 2004 وجائزة الجمعية الوطنية للنقاد السينمائيين لافضل ممثلة ‏ سنة 2004 وNew York Film Critics Circle Award for Best Actress ‏ سنة 2004 وLondon Film Critics' Circle Award for Actress of the Year ‏ سنة 2004 وBritish Independent Film Award for Best Performance by an Actress in a British Independent Film ‏ سنة 2004 وجائزة جمعية نقاد السينما في لوس انجلوس لأفضل ممثلة ‏ سنة 2004 وجائزة نقابة ممثلي الشاشة عن الأداء المتميز من قبل الممثلين في السينما ‏ عن عمل شكسبير عاشقا سنة 1999 وجائزة لورانس أوليفييه لأفضل ممثلة في فيلم موسيقي ‏ سنة 1991 وجائزة لورانس أوليفييه لأفضل ممثلة في فيلم موسيقي ‏ سنة 2013 وLaurence Olivier Award for Best Performance in a Supporting Role ‏ سنة 1985 وToronto Film Critics Association Award for Best Actress ‏ سنة 2004.

## أعمال

### أفلام
- (1995) العقل والعاطفة[10]
- (1998) شكسبير عاشقا[11]
- (2007) كتاب الحرية[12]
- (2007) هاري بوتر وجماعة العنقاء[13][14]
- (2009) هاري بوتر والأمير الهجين
- (2010) هاري بوتر ومقدسات الموت – الجزء 1[15][16]
- (2014) بادنغتون[17][18]
- (2014) ملافسينت[18][19]

## جوائز وترشيحات
جوائز
- جائزة البافتا لأفضل ممثلة في دور رئيسي (2005)
- جائزة الفيلم الأوروبي لأفضل ممثلة (2004)
- جائزة الجمعية الوطنية للنقاد السينمائيين لافضل ممثلة [الإنجليزية]‏ (2004)
- New York Film Critics Circle Award for Best Actress [الإنجليزية]‏ (2004)
- London Film Critics' Circle Award for Actress of the Year [الإنجليزية]‏ (2004)
- British Independent Film Award for Best Performance by an Actress in a British Independent Film [الإنجليزية]‏ (2004)
- جائزة جمعية نقاد السينما في لوس انجلوس لأفضل ممثلة [الإنجليزية]‏ (2004)
- جائزة نقابة ممثلي الشاشة عن الأداء المتميز من قبل الممثلين في السينما [الإنجليزية]‏، عن عمل: شكسبير عاشقا (1999)
- جائزة لورانس أوليفييه لأفضل ممثلة في فيلم موسيقي [الإنجليزية]‏ (1991)
- جائزة لورانس أوليفييه لأفضل ممثلة في فيلم موسيقي [الإنجليزية]‏ (2013)
- Laurence Olivier Award for Best Performance in a Supporting Role [الإنجليزية]‏ (1985)
- Toronto Film Critics Association Award for Best Actress [الإنجليزية]‏ (2004)

ترشيحات
- جائزة اختيار النقاد للأفلام لأفضل ممثلة (2004)
- جائزة الأوسكار لأفضل ممثلة (2004)
- جائزة غولدن غلوب لأفضل ممثلة - فيلم دراما (2004)
- جائزة نقابة ممثلي الشاشة للأداء المتميز لممثلة في دور رئيسي [الإنجليزية]‏ (2005)
- جائزة ساتالايت لأفضل ممثلة في فيلم سينمائي [الإنجليزية]‏ (2005)
- British Academy Television Award for Best Supporting Actress [الإنجليزية]‏ (2010)
- British Academy Television Award for Best Supporting Actress [الإنجليزية]‏ (2013)
- Laurence Olivier Award for Actress of the Year in a Revival [الإنجليزية]‏ (1988)
- جائزة لورنس أوليفيه لأفضل ممثلة [الإنجليزية]‏ (2010)
- جائزة لورانس أوليفييه لأفضل ممثلة في فيلم موسيقي [الإنجليزية]‏ (1982)
- جائزة لورانس أوليفييه لأفضل ممثلة في فيلم موسيقي [الإنجليزية]‏ (1988)
- جائزة لورانس أوليفييه لأفضل ممثلة في فيلم موسيقي [الإنجليزية]‏ (1997)
- Laurence Olivier Award for Best Newcomer in a Play [الإنجليزية]‏ (1982)
- جائزة إيمي برايم تايم لأفضل ممثلة مساعدة في مسلسل قصير أو فيلم [الإنجليزية]‏ (2013)

## وصلات خارجية
- إميلدا ستونتون على موقع IMDb (الإنجليزية)
- إميلدا ستونتون على موقع ميتاكريتيك (الإنجليزية)
- إميلدا ستونتون على موقع روتن توميتوز (الإنجليزية)
- إميلدا ستونتون على موقع مونزينجر (الألمانية)
- إميلدا ستونتون على موقع ألو سيني (الفرنسية)
- إميلدا ستونتون على موقع ميوزك برينز (الإنجليزية)
- إميلدا ستونتون على موقع أول موفي (الإنجليزية)
- إميلدا ستونتون على موقع بوكس أوفيس موجو (الإنجليزية)
- إميلدا ستونتون على موقع قاعدة بيانات الأفلام السويدية (السويدية)
- إميلدا ستونتون على موقع إن إن دي بي (الإنجليزية)